# Área común de seguridad
Área común de seguridad (en hangul, 공동경비구역 JSA; romanización revisada, Gongdong gyeongbi gu-yeok JSA; McCune-Reischauer, Kongtong kyǒngbi ku'yǒk JSA) es una película surcoreana del año 2000, conocida también como Área de seguridad compartida o JSA: Zona de riesgo. El film fue dirigido por Chan-wook Park y protagonizado por Lee Young-ae, Byung-hun Lee, Song Kang-ho, Kim Tae-woo y Shin Ha-kyun. La película recibió nueve premios, entre ellos los premios Dragón Azul (Corea del Sur), Cinta Azul (Japón) y el Loto del Festival del Film Asiático de Deauville, como mejor película.
Fue un éxito en Corea de Sur, convirtiéndose en el film más visto de la historia de ese país.

## Sinopsis
El guion de la película trata sobre la tensión militar entre ambas Coreas, del Norte y del Sur, originalmente un solo país dividido en dos. La acción se concentra en la frontera, la zona de riesgo, a través de las relaciones de amistad que entablan en secreto cuatro soldados, dos de cada bando, a pesar de las restricciones de seguridad. Descubiertos por un oficial norcoreano, se produce un tiroteo en el que mueren dos militares norcoreanos.
Superpuesto al argumento principal, el guion relata también la investigación que lleva adelante la Comisión Supervisora de Naciones Neutrales, por medio de una oficial suiza, pero de padre coreano, que nunca antes había estado en Corea.

## Elenco
- Lee Young-ae
- Lee Byung-hun
- Song Kang-ho
- Kim Tae-woo
- Shin Ha-kyun
- Christoph Hofrichter
- Herbert Ulrich
- Lee Han-wi como el Alcalde Kang.
- Lee Do-yeop.

## Recepción
En 2001 Gongdong gyeongbi guyeok JSA se convirtió en el largometraje más visto de la historia coreana, siendo luego superado por Friend, Silmido y Taegukgi Hwinalrimyeo. El éxito económico le permitió a su director, Park Chan-wook, obtener financiación para realizar nuevos filmes.
En la cumbre de 2007 entre ambos países, el presidente de Corea del Sur, Roh Moo-Hyun, le obsequió la película en DVD al líder de Corea del Norte, Kim Jong-il.

## Premios y nominaciones
- Premios de Cine Dragón Azul: Mejor película y mejor director. (2000)
- Premios Pusan de Críticos de Cine: Mejor Actor, para Lee Byeong-heon y Song Kang-ho. (2000)
- Festival de Cine Asiático de Deauville: Premio del Jurado, Premio del Público y Mejor Actor para Song Kang-ho. (2001)
- Grand Bell Awards: Mejor Film, Mejor Actor, Mejor Director Artístico, Mejor Música. (2001)
- Festival International de Cine de Seattle: Premio a obra de nuevo director. (2001)
- Festival Internacional de Cine de Berlín: Nominado a Mejor Película. (2001)
- Premios Cinta Azul: Mejor Película extranjera (2002)
- Premios de Cine de Hong Kong: nominado para Mejor Film Asiático. (2002)